# تريفور كرو
تريفور كرو (بالإنجليزية: Trevor Crowe)‏ هو لاعب كرة الراح ‏ أمريكي، ولد في 17 نوفمبر 1983 في بورتلاند في الولايات المتحدة.

## وصلات خارجية
- تريفور كرو على موقع دوري كرة القاعدة الرئيسي (الإنجليزية)
- تريفور كرو على موقعبيزبول رفرنس.كوم (الدوري الرئيسي) (الإنجليزية)
- تريفور كرو على موقعبيزبول رفرنس.كوم (الدوري الثانوي) (الإنجليزية)
- تريفور كرو على موقع إي إس بي إن.كوم (أم.أل.بي) (الإنجليزية)
- تريفور كرو على موقع مشجعي الرسوم البيانية (الإنجليزية)